# Din skönhet, som i vintern bor
Din skönhet, som i vintern bor är en psalm med text skriven av Christian Braw 1990. Musiken är skriven 1990 av Per Harling.

## Publicerad i
- Psalmer i 90-talet som nr 861 under rubriken "Dagen och årets tider".
- Psalmer i 2000-talet som nr 942 under rubriken "Dagen och årets tider"